# Heimiswil
Heimiswil é uma comuna da Suíça, situada no distrito administrativo de Emmental, no cantão de Berna. Tem 23,4 km² de área e sua população em 2018 foi estimada em 1.621 habitantes.